# Mormântul lui Mihai Eminescu

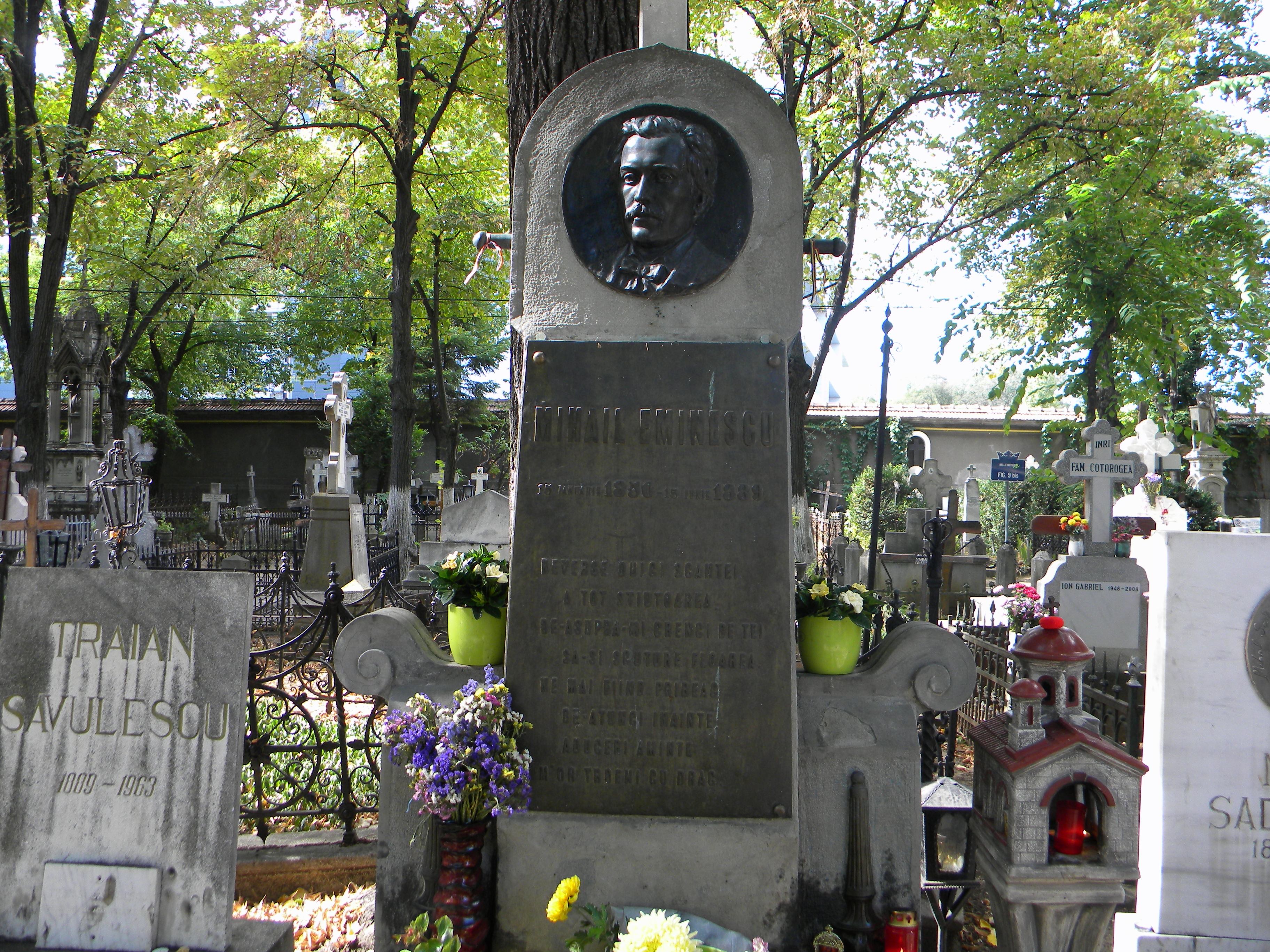
Detaliu cu piatra de căpătâi a lui Eminescu

Mormântul lui Mihai Eminescu se află în Cimitirul Șerban Vodă - Bellu din București, la figura 9 (Scriitori), între mormintele lui Mihail Sadoveanu și Traian Săvulescu.
În anul 1912 Caragiale a fost înmormântat în stânga lui Mihai Eminescu, iar în anul 1918, în dreapta lui a fost înmormântat George Coșbuc, lăsându-se un spațiu de aproximativ 2 metri între morminte. În 1961 autoritățile comuniste l-au înmormântat pe Sadoveanu între Eminescu și Coșbuc, iar în 1963 l-au „înghesuit” și pe Traian Săvulescu între Caragiale și Eminescu astfel Eminescu a ajuns să fie încadrat de Sadoveanu și Traian Săvulescu.
Eminescu a fost înmormântat la umbra unui tei. Pe cruce este un basorelief și, mai jos, are drept epitaf o strofă din „Nu voi mormânt bogat”:
Atotștiutoarea,

Deasupra-mi crengi de tei

Să-și scuture floarea.

Ne mai fiind pribeag

De-atunci înainte

Aduceri aminte

M-or troieni cu drag”.

Efigia mormântului, precum și gravarea strofelor eminesciene sunt opera sculptorului Ion Georgescu (1856-1898). Placa a fost turnată în Paris, la foarte puțin timp după moartea poetului.
Mormântul este înscris în Lista monumentelor istorice 2010 din Municipiul București (cod LMI B-IV-m-A-20118.046).